# Tolo
Tolo (gr. Τολό) – miejscowość letniskowa w Grecji, na terenie Argolidy, we wschodniej części Peloponezu, w administracji zdecentralizowanej Peloponez, Grecja Zachodnia i Wyspy Jońskie, w regionie Peloponez, w jednostce regionalnej Argolida, w gminie Nauplion. W 2011 roku liczyła 1460 mieszkańców.
Położona w samym sercu Zatoki Argolidzkiej charakteryzuje się spokojnym, bardzo ciepłym morzem i długą plażą, ciągnącą się wzdłuż całej miejscowości. Tolo jest bazą wypadową na tereny Peloponezu. W pobliżu znajdują się: Epidauros, Argos, Tiryns, Mykeny oraz historyczna, pierwsza stolica nowożytnej Grecji - Nauplion.

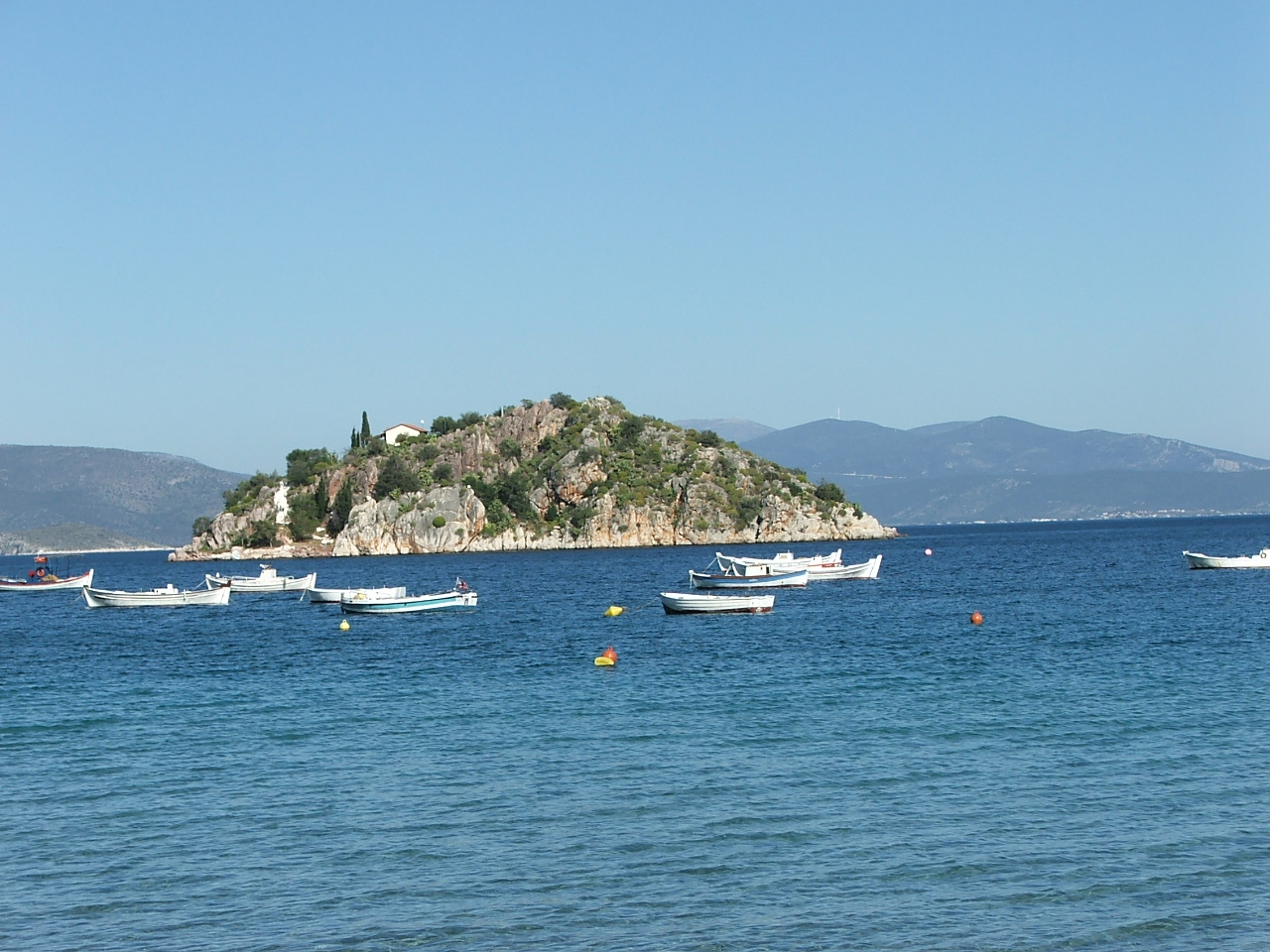
Kościół Apostołów, na wysepce, naprzeciwko plaży w Tolo.
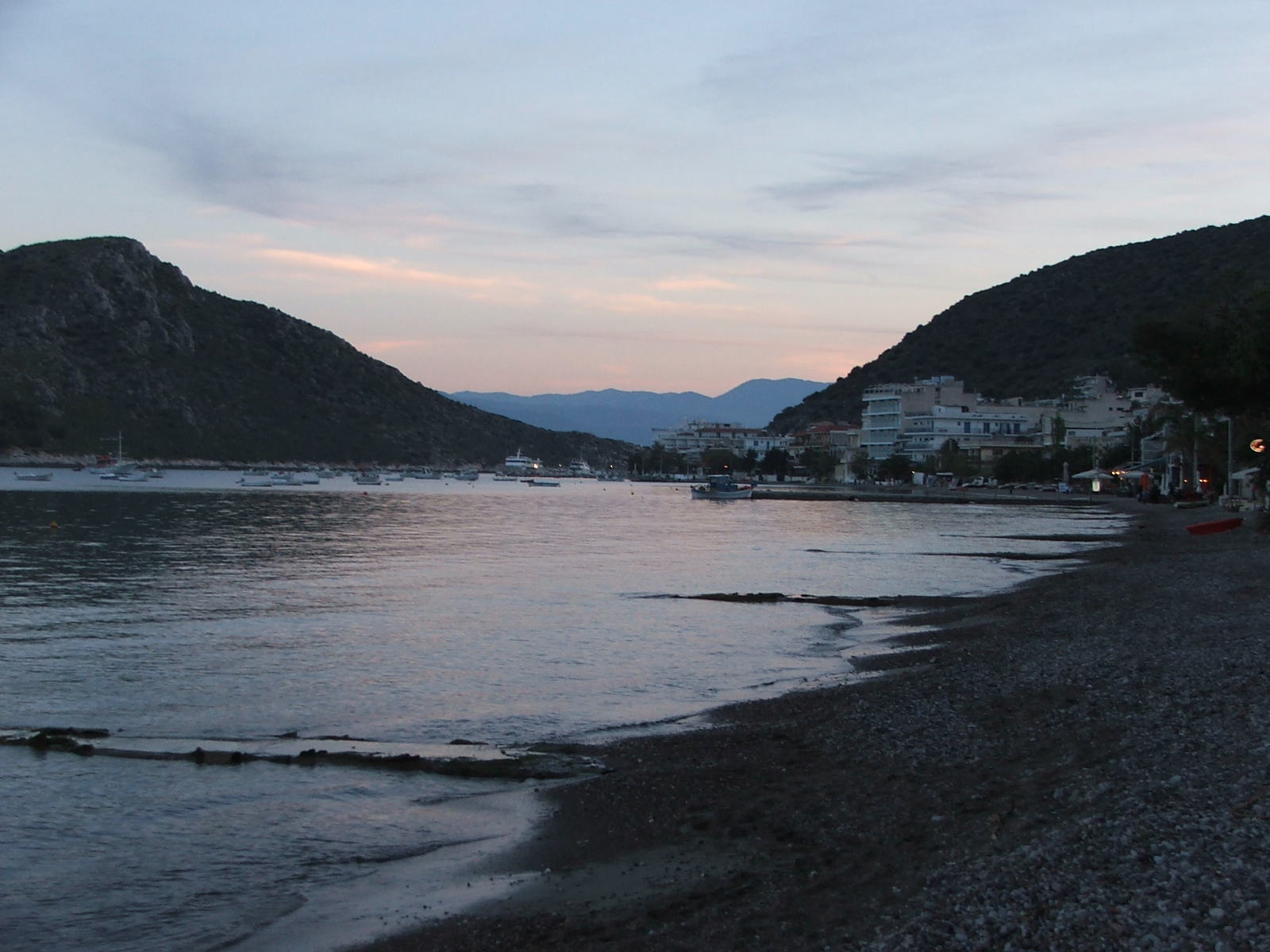
Zachód słońca
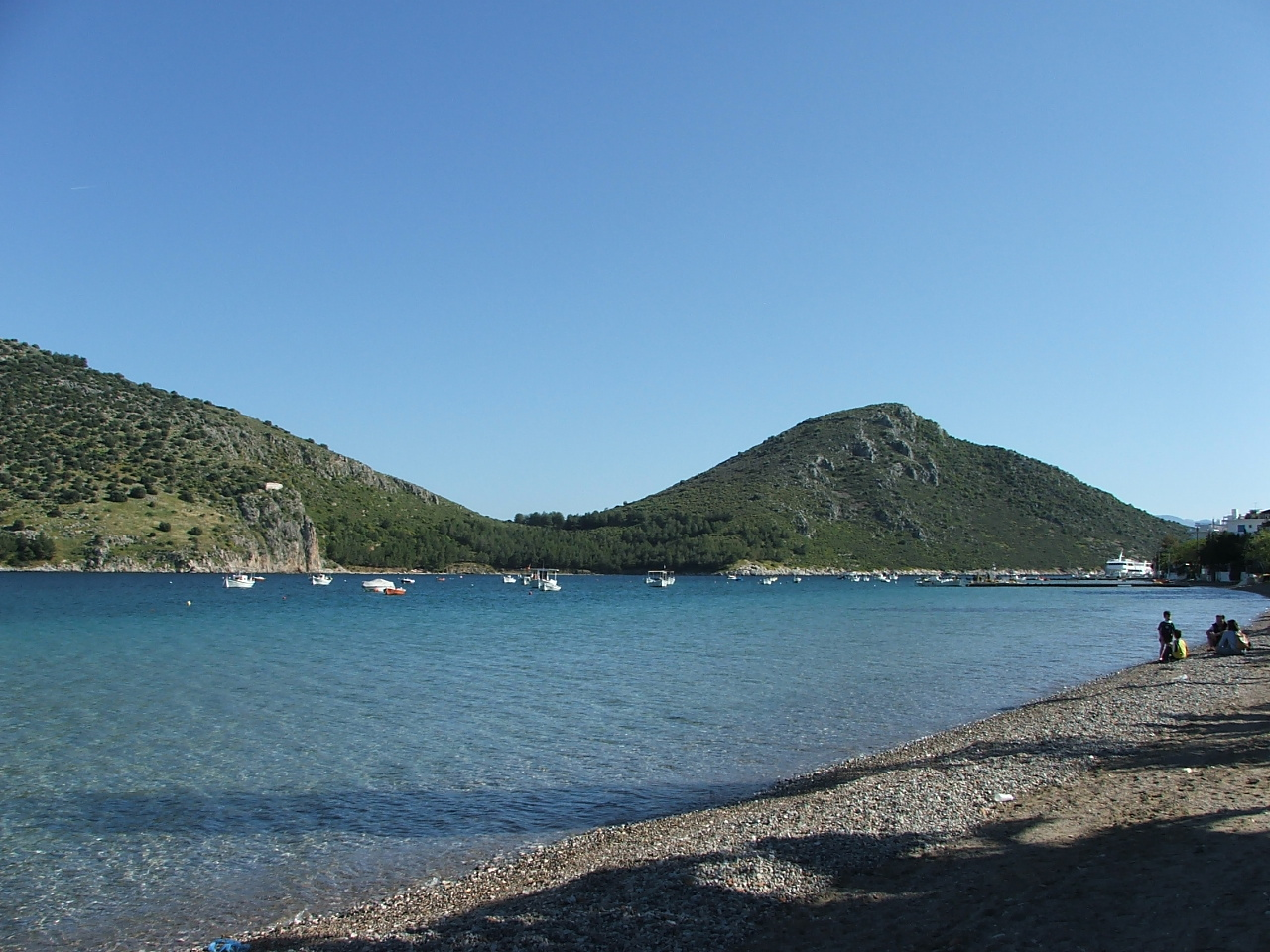
Zatoka Argolidzka